# Günter Lanser
Günter Lanser (* 23. März 1932 in Düsseldorf) ist ein deutscher Schriftsteller.

## Leben
Günter Lanser lebte bis 1943 in seiner Heimatstadt Düsseldorf und von 1943 bis 1946 in Steinheim (Westfalen); seitdem ist er wieder in Düsseldorf ansässig. Er absolvierte eine Lehre zum Fernmeldetechniker bei der Bundespost. Später nahm er Schauspielunterricht bei Kurt Linder und Adolf Dell und war als Schauspieler, Pantomime, Regieassistent und Regisseur in Düsseldorf tätig. Anfang der 1970er Jahre arbeitete er als Lektor, später schrieb er als freier Autor neben seinen literarischen Arbeiten Literatur-, Theater- und Kunstkritik für diverse Zeitungen und Zeitschriften.
Günter Lansers literarisches Werk besteht vorwiegend aus Gedichten, sein Prosawerk wird zumeist in Anthologien veröffentlicht. 1972 erhielt er ein Arbeitsstipendium des Landes Nordrhein-Westfalen.

## Werke
- An den Ufern. Dülmen/Westf. 1964.
- Schwarznebel. Concept, Düsseldorf 1973, ISBN 3-921224-06-3.
- Günter Lanser, Stadtbüchereien Düsseldorf, Düsseldorf 1977.
- Viaducs. Paris 1977.
- Nachtworte. Gilles und Francke, Duisburg 1984, ISBN 3-921104-84-X.
- Sternjerusalem. Rimbaud, Aachen 2002, ISBN 3-89086-742-1.

## Herausgeberschaft
- Satzbau, Düsseldorf 1972 (herausgegeben zusammen mit Hans Peter Keller)